# الحمرة (المحويت)

تعديل مصدري - تعديل

الحمرة هي إحدى قرى عزلة المجاديل بمديرية المحويت التابعة لمحافظة المحويت، بلغ تعداد سكانها 169 نسمة حسب تعداد اليمن لعام 2004.